# Pauwoogbaars
De pauwoogbaars of oogvlekbaars (Cichla ocellaris) is een straalvinnige vis uit de familie van cichliden (Cichlidae) en behoort derhalve tot de orde van baarsachtigen (Perciformes). De vis kan maximaal 74 centimeter lang en 6800 gram zwaar worden.
De vis moet niet worden verward met de pauw tandbaars (Cephalopholis argus) of de pauwoogzonnebaars (Centrarchus macropterus), die laatste wordt ook wel een pauwoogbaars genoemd, ter onderscheiding wordt de pauwoogbaars (Cichla ocellaris) dan ook wel pauwbaars genoemd. Het verschil tussen de twee is onder meer dat de pauwoogzonnebaars het oog van een pauw op de achtervin heeft terwijl de pauwoogbaars deze op de staart heeft. In Suriname wordt de vis geduid als tukunari (uitspraak: toekoenari). Hij wordt in het Brokopondostuwmeer aangetroffen..

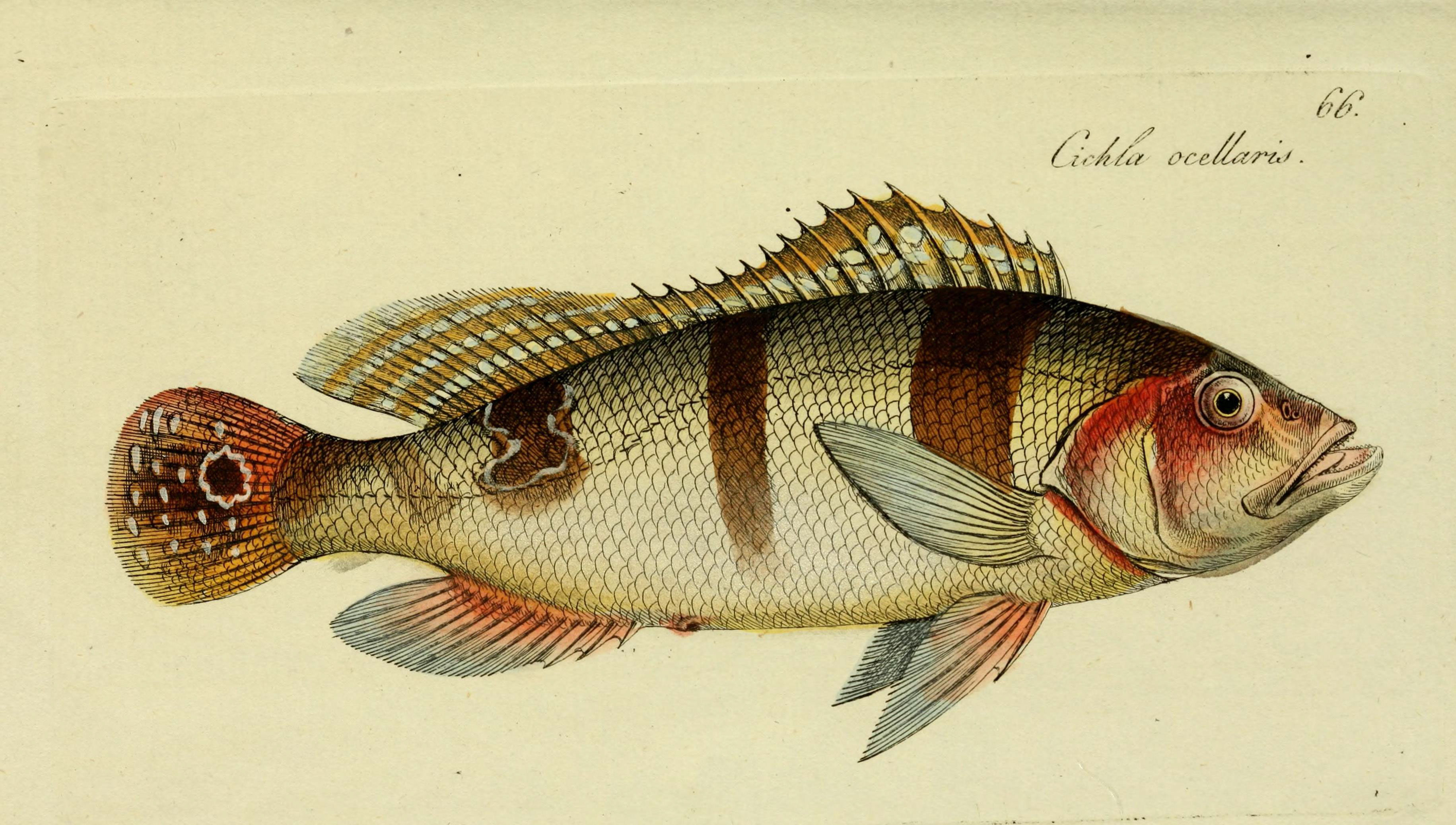
Cichla ocellaris
(1801), Systema ichthyologiae

## Leefomgeving
De pauwoogbaars komt voor in zoet- en brakwater. De vis prefereert een tropisch klimaat. Het verspreidingsgebied beperkt zich tot Zuid-Amerika. De diepteverspreiding is 0 tot 5 meter onder het wateroppervlak.

## Voedsel
Hij gebruikt zijn grote bek om kleinere vissen te verorberen.

## Relatie tot de mens
De pauwoogbaars is voor de visserij van beperkt commercieel belang. In de hengelsport wordt er vooral in Suriname op de vis gejaagd, daarbuiten een stuk minder. De vis wordt door de lokale bevolking veel gegeten. De soort wordt verder gevangen voor commerciële aquaria.